# Luke Johnson
Luke Johnson (ur. 18 marca 1994 w Leeds) – brytyjski tenisista.

## Kariera tenisowa
Zawodowy tenisista od 2017 roku. W cyklu ATP Tour zwycięzca trzech turniejów gry podwójnej.
W rankingu gry pojedynczej najwyżej był na 606. miejscu (29 listopada 2021), a w klasyfikacji gry podwójnej na 40. pozycji (21 kwietnia 2025).

### Finały w turniejach ATP Tour
| Legenda                                      |
| -------------------------------------------- |
| Wielki Szlem                                 |
| Igrzyska olimpijskie                         |
| Tennis Masters Cup / ATP Finals              |
| ATP Masters Series / ATP Tour Masters 1000   |
| ATP International Series Gold / ATP Tour 500 |
| ATP International Series / ATP Tour 250      |

#### Gra podwójna (3–0)
| Końcowy wynik | Nr | Data             | Turniej   | Nawierzchnia  | Partner       | Przeciwnicy                           | Wynik finału      |
| ------------- | -- | ---------------- | --------- | ------------- | ------------- | ------------------------------------- | ----------------- |
| Zwycięzca     | 1. | 9 listopada 2024 | Metz      | Twarda (hala) | Sander Arends | Pierre-Hugues Herbert Albano Olivetti | 6:4, 3:6, 10–3    |
| Zwycięzca     | 2. | 5 stycznia 2025  | Hongkong  | Twarda        | Sander Arends | Karen Chaczanow Andriej Rublow        | 7:5, 4:6, 10–7    |
| Zwycięzca     | 3. | 20 kwietnia 2025 | Barcelona | Ceglana       | Sander Arends | Joe Salisbury Neal Skupski            | 6:3, 6:7(1), 10–6 |